# Minoru Suganuma
Minoru Suganuma (Saitama, 16 mei 1985) is een Japans voetballer.

## Carrière
Minoru Suganuma speelde tussen 2002 en 2010 voor Kashiwa Reysol, Vitória en Ehime FC. Hij tekende in 2010 bij Júbilo Iwata.